# Closterocerus curtisi
Closterocerus curtisi är en stekelart som beskrevs av Girault 1915. Closterocerus curtisi ingår i släktet Closterocerus och familjen finglanssteklar. Inga underarter finns listade i Catalogue of Life.